# Pacheco (Familienname)
Pacheco ist ein spanischer und portugiesischer Familienname.

## Namensträger

### A
- Abel Pacheco (* 1933), costa-ricanischer Politiker, Präsident 2002 bis 2006
- Alex Pacheco (* 1958), US-amerikanischer Tierrechtler
- Alfredo Pacheco (1982–2015), salvadorianischer Fußballspieler
- Altivo Pacheco Ribeiro (1916–1987), brasilianischer Geistlicher, Weihbischof in Juiz de Fora
- Álvaro Pacheco (* 1971), portugiesischer Fußballmanager und Spieler
- António Pacheco (Fußballspieler, 1966) (António Manuel Pacheco Domingos; 1966–2024), portugiesischer Fußballspieler und -trainer
- Antonio Pacheco (Fußballspieler, 1976) (Antonio Pacheco D’Agosti; * 1976), uruguayischer Fußballspieler und -trainer
- Antonio Pereira-Pacheco y Ruiz (1790–1858), spanischer Geistlicher und Schriftsteller
- Arlindo Pacheco (1899–1945), brasilianischer Fußballspieler

### C
- Carlos Pacheco (Sportschütze) (Carlos Alberto de Jesús Pacheco Jiron; 1925–2000), costa-ricanischer Sportschütze
- Carlos Pacheco (Fußballspieler) (1942–2021), chilenischer Fußballspieler
- Carlos Pacheco (Judoka) (Fuscão; * 1957), brasilianischer Judoka
- Carlos Pacheco (Comiczeichner) (1961–2022), spanischer Comiczeichner und -autor
- Cristián Carlos Roncagliolo Pacheco (* 1969), chilenischer Geistlicher, Weihbischof in Santiago de Chile
- Cristhian Pacheco (* 1993), peruanischer Leichtathlet

### D
- Dani Pacheco (* 1991), spanischer Fußballspieler
- Diego Pacheco (Gouverneur, 1521) (1521–??), spanischer Militär, Eroberer und Kolonialgouverneur
- Diego Hurtado de Mendoza y Pacheco (1503–1575), spanischer Dichter und Diplomat
- Diego López de Pacheco Cabrera y Bobadilla (1599–1653), spanischer Gouverneur spanischer Vizekönigreiche
- Diego Morais Pacheco (* 1983), brasilianischer Fußballspieler, siehe Diego Morais
- Diva Pacheco (1940–2012), brasilianische Schauspielerin
- Duarte Pacheco (Politiker) (1899/1900–1943), portugiesischer Ingenieur, Hochschullehrer und Politiker
- Duarte Pacheco Pereira (um 1469–1533), portugiesischer Seefahrer, Astronom und Geograph

### E
- Eduardo Rergis Pacheco (* 1956), mexikanischer Fußballspieler und -trainer

### F
- Felipe Benito Condurú Pacheco (1892–1972), brasilianischer römisch-katholischer Bischof
- Fernando Pacheco (* 1992), spanischer Fußballtorhüter
- Fernando Assis Pacheco (1937–1995), portugiesischer Schriftsteller, Journalist, Übersetzer und Schauspieler
- Fernando Castro Pacheco (1918–2013), mexikanischer Maler
- Francisco Pacheco (Konquistador) (1488–1541), spanischer Militär und Konquistador
- Francisco Pacheco del Río (1564–1644), spanischer Maler, Kunsttheoretiker und Dichter
- Francisco Pacheco (Missionar) (1565–1625), portugiesischer Geistlicher, Seliger, Missionar, Hochschullehrer und Jesuit
- Francisco Pacheco de Toledo (1508–1579), spanischer Kardinal, Erzbischof und Diplomat
- Francisco Antonio Pacheco Fernández (* 1940), costa-ricanischer Politiker und Diplomat
- Francisco Pacheco (Leichtathlet) (* 1962), mexikanischer Leichtathlet
- Francisco José Pacheco (* 1982), spanischer Radrennfahrer

### G
- Godofredo Pacheco (1919–1974), spanischer Kameramann
- Guido Vanzina Pacheco (1893–1940), argentinischer Tangopianist, Bandleader und Komponist
- Guillermo Pacheco (Schwimmer) (* 1954), peruanischer Schwimmer
- Guillermo Pacheco (Fußballspieler) (Guillermo Alfonso Pacheco Tudela, * 1989), chilenischer Fußballspieler
- Guillermo Pacheco (Schiedsrichter) (Guillermo Pacheco Larios, * 1995), mexikanischer Fußballschiedsrichter

### H
- Héctor Pacheco (1918–2003), argentinischer Tangosänger
- Henrique Pacheco de Lima (* 1985), brasilianischer Fußballspieler

### I
- Irene Pacheco (* 1971), kolumbianischer Boxer
- Isiah Pacheco (* 1999), US-amerikanischer American-Football-Spieler

### J
- Jaime Pacheco (* 1958), portugiesischer Fußballspieler und -trainer
- Jesús López Pacheco (1930–1997), spanischer Schriftsteller
- Joaquín Francisco Pacheco (1808–1865), spanischer Politiker
- Johnny Pacheco (1935–2021), dominikanischer Musiker und Produzent
- Jon Pacheco (* 2001), spanischer Fußballspieler
- Jorge Pacheco (Kaufmann) (1761–1832), argentinischer Kaufmann und Offizier
- Jorge Pacheco (Turner), uruguayischer Turner
- Jorge Pacheco Areco (1920–1998), uruguayischer Politiker
- Jorge Germán Pacheco († nach 1957), uruguayischer Fußballspieler
- José Pacheco (Architekt, 1885) (auch José Pacheko; 1885–1934), portugiesischer Architekt und Maler
- José Pacheco (Architekt, II), portugiesischer Architekt
- José Pacheco (Radsportler) (José Joaquim Pacheco; * 1942), portugiesischer Radsportler
- José Pacheco Soares, osttimoresischer Politiker
- José Condungua Pacheco (* 1958), mosambikanischer Agrarökonom und Politiker (Frelimo)
- José Emilio Pacheco (1939–2014), mexikanischer Schriftsteller
- José Fernando Pacheco (* 1961), brasilianischer Ornithologe und Naturschützer
- José Fernando Pacheco Sáez, spanischer Radsportler
- José Luis Pacheco (* 1949), spanischer Boxer und Schauspieler
- Juan Pacheco (1419–1474), spanischer Grande von Kastilien
- Juan Pacheco (Fußballspieler), chilenischer Fußballspieler
- Juan Pacheco de Toledo, 2. Marqués de Cerralbo († 1589), spanischer Diplomat und Beamter
- Juan Manuel Fernández Pacheco (1650–1725), spanischer Gouverneur spanischer Vizekönigreiche
- Jucimar Lima Pacheco (* 1989), brasilianischer Fußballspieler, siehe Abuda (Fußballspieler, 1989)

### L
- Longino Soto Pacheco (1923–2010), costa-ricanischer Mediziner, Fußballfunktionär und Politiker
- Luis Alberto Barrera Pacheco (* 1966), peruanischer Ordensgeistlicher, Bischof von Callao
- Luis Hurtado de Mendoza y Pacheco (1489–1566), spanischer Adliger und Politiker

### M
- Marc R. Pacheco (* 1952), US-amerikanischer Politiker
- Marcelo Pacheco (* 1958), chilenischer Fußballspieler
- Marialy Pacheco (* 1983), kubanische Jazzpianistin und Komponistin
- Mario Pacheco (1950–2010), spanischer Fotograf und Musikproduzent
- Mário Pacheco (Musiker) (* 1953), portugiesischer Gitarrist
- Maritza Pacheco Alpízar (* 1943), costa-ricanische Diplomatin
- Maruja Pacheco Huergo (1916–1983), argentinische Pianistin, Komponistin, Sängerin, Schauspielerin und Dichterin
- Máximo Pacheco (Künstler) (1907–1992), mexikanischer Künstler
- Máximo Pacheco (Politiker) (Máximo José Nemesio Pacheco Gómez; 1924–2012), chilenischer Jurist, Philosoph und Politiker (PDC)
- Máximo Pacheco Matte (* 1953), chilenischer Wirtschaftswissenschaftler und Politiker (PS)
- Mike Pacheco, US-amerikanischer Jazzmusiker

### P
- Pablo Pacheco (1908–1982), peruanischer Fußballspieler
- Pedro Pacheco (Komponist), Komponist
- Pedro Pacheco (Fußballspieler) (* 1984), kanadischer Fußballspieler
- Pedro Pacheco (Handballspieler) (* 1998), brasilianischer Handballspieler
- Pedro Pacheco de Villena (1488–1560), spanischer Kardinal und Vizekönig von Neapel

### R
- Rafael Pacheco (Kameramann) (* 1921), spanischer Kameramann
- Rafael Pacheco (Astronom) (* 1954), spanischer Astronom
- Raquel Pacheco (* 1984), brasilianische Autorin, siehe Bruna Surfistinha
- René Pacheco († 2017), chilenischer Fußballspieler
- Richard Pacheco (* 1948), US-amerikanischer Pornodarsteller und Regisseur
- Rodolfo González Pacheco (1882–1949), argentinischer Anarchist, Journalist und Schriftsteller
- Rodrigo Pacheco (Politiker) (* 1976), brasilianischer Jurist und Politiker (PMDB)
- Rodrigo Pacheco (Turner) (* 1992), brasilianischer Trampolinturner
- Rodrigo Pacheco Méndez (* 2005), mexikanischer Tennisspieler
- Rodrigo Pacheco y Osorio (vor 1570–1652), spanischer Kolonialverwalter, Vizekönig von Neuspanien
- Rodrigo Daniel Pacheco Carrillo (* 1983), peruanischer Badmintonspieler
- Rommel Pacheco (* 1986), mexikanischer Wasserspringer
- Romualdo Pacheco (1831–1899), US-amerikanischer Politiker
- Rosendo Huesca Pacheco (1932–2017), mexikanischer Geistlicher, Erzbischof von Puebla de los Ángeles

### S
- Sergio Pacheco (Fußballspieler, 1959) (* 1959), chilenischer Fußballspieler
- Sergio Pacheco (Fußballspieler, 1965) (* 1965), mexikanischer Fußballspieler und -trainer
- Sergio Pacheco Otero (* 1934), mexikanischer Fußballspieler
- Silvana Pacheco Gallardo (* 1981), peruanische Schachspielerin, -schiedsrichterin und -trainerin

### V
- Víctor Pacheco (Fußballspieler, 1972) (* 1972), uruguayischer Fußballspieler
- Víctor Pacheco (Fußballspieler, 1974) (* 1974), kolumbianischer Fußballspieler
- Víctor Pacheco (Unternehmer) (Victor Miguel Pacheco Mendez, * 1982), dominikanischer Unternehmer

### W
- Willian Pacheco (* 1992), brasilianischer Fußballspieler